# Tko plimu uhvati
Tko plimu uhvati (izdan 1948.) je kriminalistički roman Agathe Christie s Poirotom u glavnoj ulozi.

## Radnja
Nekoliko tjedana pošto se oženio privlačnom, mladom udovicom Gordon Cloade biva tragično ubijen u eksploziji bombe u londonskom naselju. Preko noći, bivša gospođa Underhay postaje jedina nasljednica ogromnog bogatstva Cloadeove obitelji. Ubrzo potom, Hercule Poirot prima neočekivanog posjetitelja...

## Ekranizacija
Ekraniziran je u desetoj sezoni (2006.) TV serije Poirot s Davidom Suchetom u glavnoj ulozi.

## Poveznice
- Tko plimu uhvati na Agatha-Christie.net, najvećoj domaćoj stranici obožavatelja Agathe Christie